# Bevertjes
Bevertjes (Briza media) is een plant uit de grassenfamilie (Poaceae) die op de Nederlandse en Vlaamse Rode Lijst staat als kwetsbaar. Aan de Belgische kust, in het Belgisch Maasgebied en in de Ardennen is de soort plaatselijk vrij algemeen. In Nederland is hij vooral te vinden in Zuid-Limburg, langs de grote rivieren en op enkele plaatsen in Zeeland, elders is Bevertjes zeer zeldzaam. De plant behoort tot het geslacht trilgras dat zijn naam te danken heeft aan het bewegen van de aartjes in de wind.
Het is een vaste plant die 20-50 cm hoog wordt. De plant vormt korte wortelstokken die aan het eind weer als spruit boven de grond komen en zo vegetatieve vermeerdering bewerkstelligen. Bevertjes bloeit van mei tot augustus met een sterk vertakte bloeiwijze. De knikkende aartjes staan op lange stelen. Het tongetje tussen bladschijf en bladschede is stomp. De kelkkafjes zijn groen of paars gekleurd. De vrucht is een graanvrucht. Bevertjes vormt op grazige tamelijk open plaatsen een losse zode.

## Plantengemeenschap
Bevertjes is een indicatorsoort voor het droog heischraal grasland (hn) op kalkrijke bodem en voor het mesofiel hooiland (hu) subtype 'Kamgrasgrasland op kalkrijke bodem', twee karteringseenheden in de Biologische Waarderingskaart (BWK) van Vlaanderen en het Brussels Hoofdstedelijk Gewest.

## Afbeeldingen

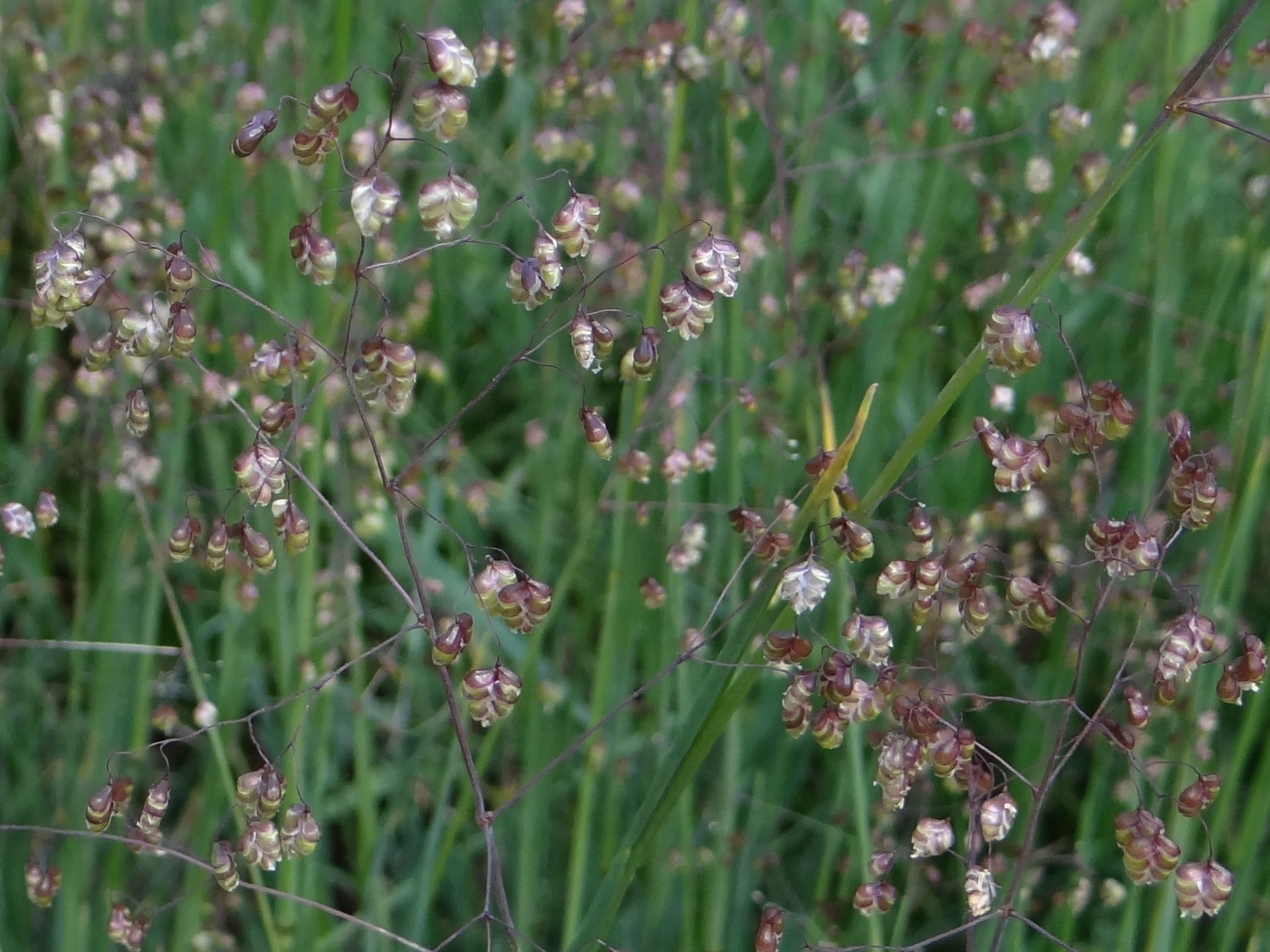
Bloei

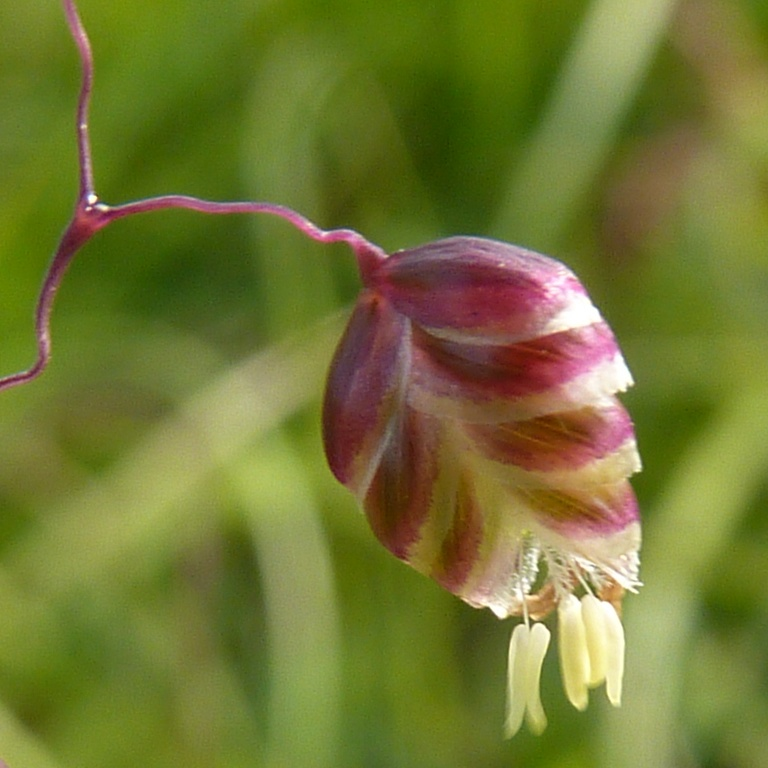
Aartje met 3-12 bloempjes

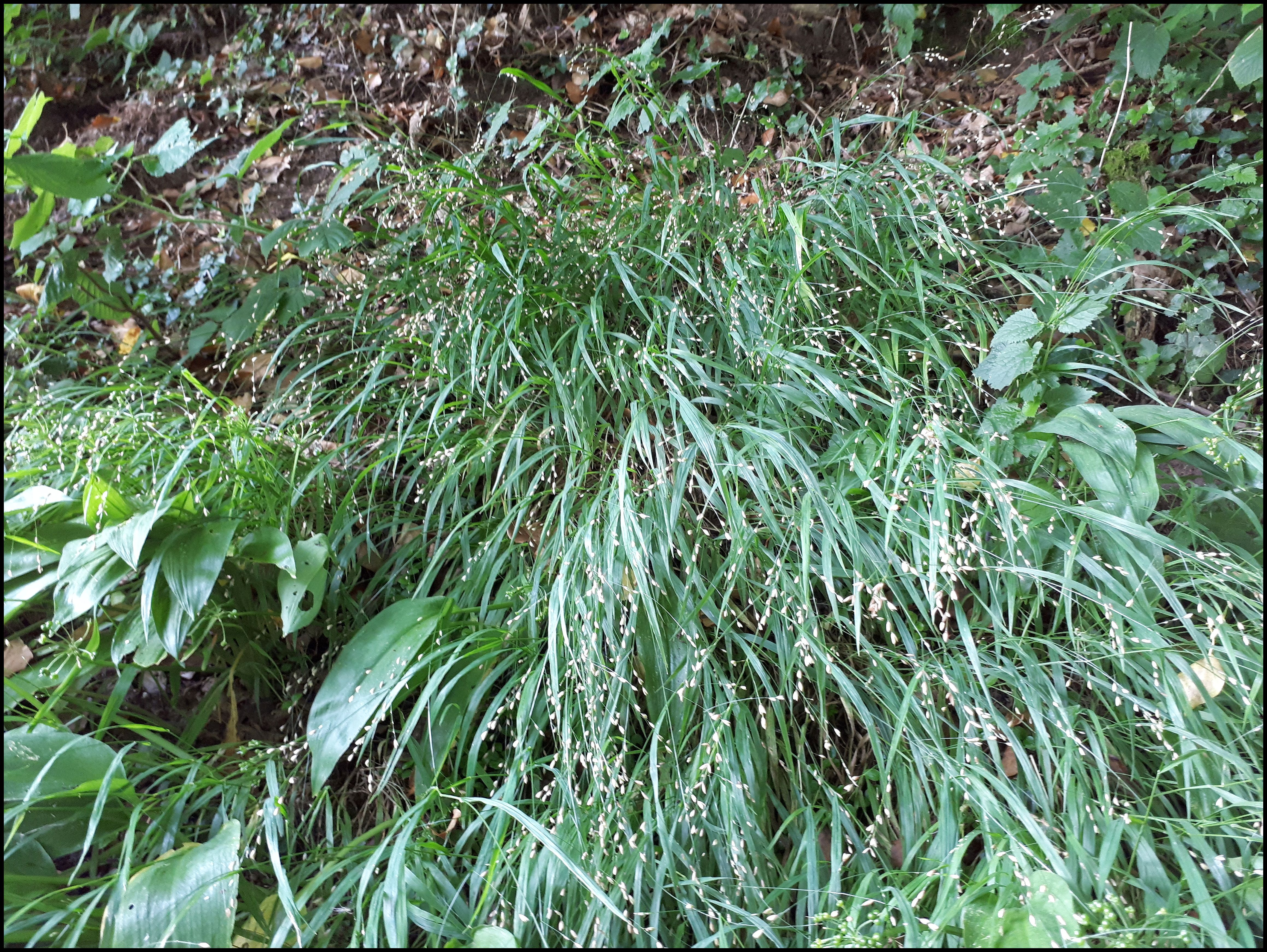
Zode